# Distrito de Huy
El Distrito de Huy (en francés: Arrondissement de Huy; en neerlandés: Arrondissement Hoei) es uno de los cuatro distritos administrativos de la Provincia de Lieja, Bélgica. Posee la doble condición de distrito administrativo y judicial. También forman parte del distrito judicial de Huy los municipios de Braives, Hannut, Lincent, Saint-Georges-sur-Meuse y Wasseiges, pertenecientes al vecino distrito de Waremme, así como la localidad de Comblain-au-Pont, del distrito de Lieja.

## Lista de municipios
- Amay
- Anthisnes
- Burdinne
- Clavier
- Engis
- Ferrières
- Hamoir
- Héron
- Huy
- Marchin
- Modave
- Nandrin
- Ouffet
- Tinlot
- Verlaine
- Villers-le-Bouillet
- Wanze

- Datos: Q94019